# 茨城県道175号塩ヶ崎茨城線

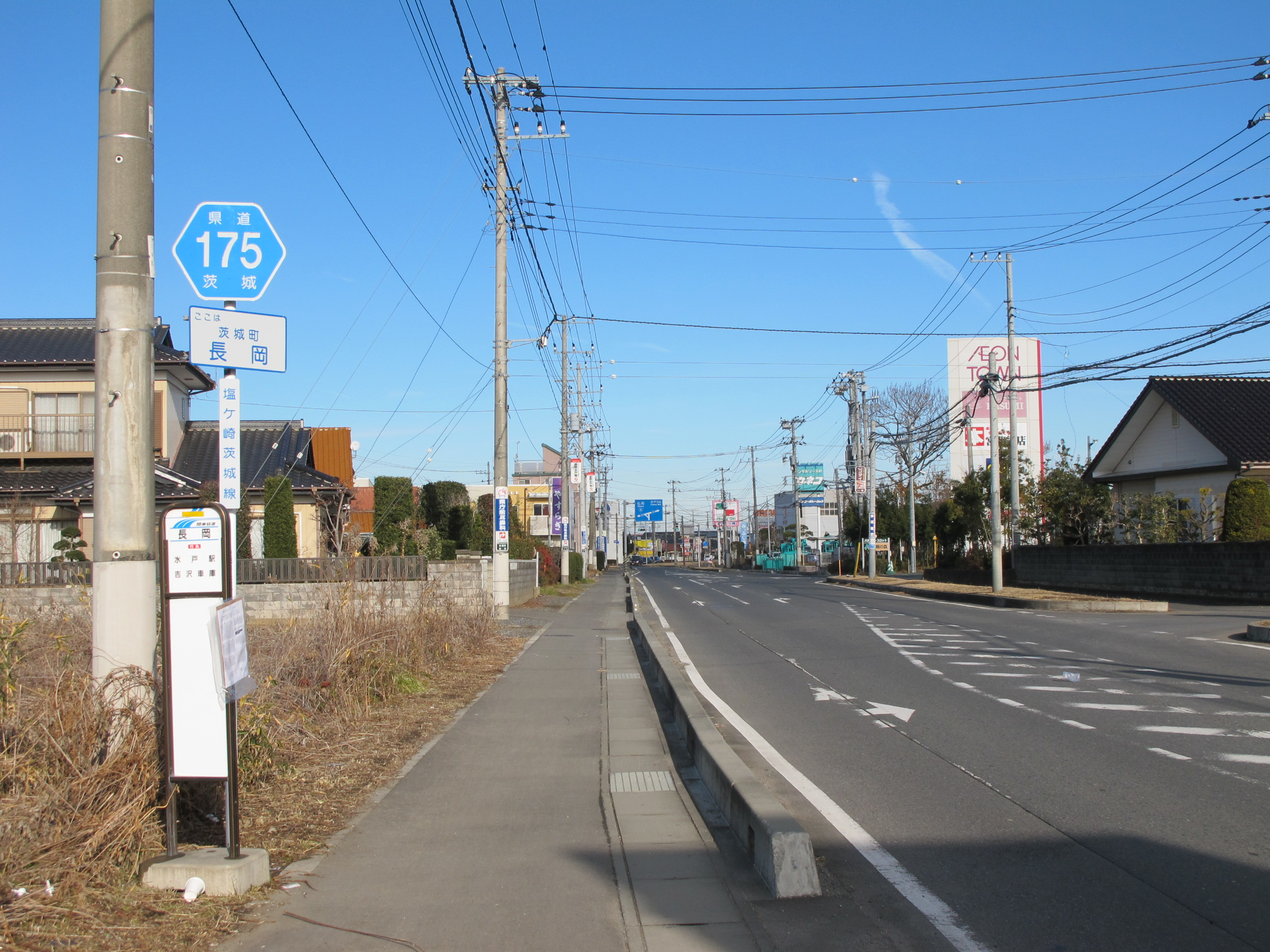
茨城県道175号塩ヶ崎茨城線
茨城町長岡（2013年12月）

茨城県道175号塩ヶ崎茨城線（いばらきけんどう175ごう しおがさき いばらきせん）は、茨城県水戸市から東茨城郡茨城町に至る県道である。

## 概要
茨城県水戸市塩崎町の国道51号交点（塩崎交差点）より分岐して西進し、水戸市南東部から茨城町北東部を東西に横断して、茨城町長岡十字路を経て同町長岡の茨城県道50号水戸神栖線交点（前田団地入口交差点）に至る総延長12.4キロメートル (km) の茨城県道（一般県道）の路線である。主な通過地は、水戸市大場町、茨城町大字若宮・大字上石崎である。起点の塩崎交差点から長岡十字路まで、路線の大部分にあたる11.9 km区間は、茨城県道40号内原塩崎線と道路を重用しており、実延長区間は茨城町長岡地内にある長岡十字路 - 長岡新田 - 前田団地入口（終点）間のわずか0.5 kmである。本路線には、バイパス道路などはない。歴史的には常澄村を経由して国道51号と国道6号（旧道）を東西に結ぶ幹線として、1959年に道路法に基づいて茨城県の県道として路線認定されたもので、現在に至っている。 
起点の塩崎交差点は国道51号・国道245号と接続し、終点側に近い長岡新田交差点では国道6号水戸バイパスと交差するほか、茨城町上石崎の中山公民館前では茨城県道50号水戸神栖線と交差するなど、茨城県内の主要国道・主要地方道と道路網を形成し、水戸市南部・茨城町方面と大洗町・ひたちなか市方面を相互に結ぶ交通路である。

### 路線データ
- 起点：水戸市塩崎町（国道51号・国道245号交点〈塩崎交差点〉）[1]
- 終点：東茨城郡茨城町長岡字巾木免3480番地の15地先（茨城県道50号水戸神栖線交点〈前田団地入口交差点〉）[2]
- 総延長：12.443 km[3]
- 重用延長：11.942 km[3]
- 未供用延長：なし[3]
- 実延長：0.501 km[3]
- 自動車交通不能区間延長[注釈 1]：なし[3]

## 歴史
1959年（昭和34年）10月14日、新たな県道として東茨城郡常澄村大字塩ヶ崎を起点とし、東茨城郡茨城町を終点とする区間を本路線とする県道塩ヶ崎茨城線として茨城県が県道路線認定した。
1995年（平成7年）に整理番号175となり現在に至る。

### 年表
- 1959年（昭和34年）10月14日
路線認定（図面対照番号174）[4]。道路の区域は、東茨城郡常澄村大字塩ヶ崎の二級国道千葉水戸線（現、国道51号）分岐から東茨城郡茨城町大字長岡の一級国道六号線（旧国道6号、現在は県道水戸神栖線にあたる）交点までと決定された[1]。
- 1964年（昭和39年）9月21日：終点を茨城町大字長岡字坂下から長岡字巾木免に変更して、旧1級国道6号線の一部（長岡十字路 - 前田団地入口：502 m）を県道塩ヶ崎茨城線の区域に編入[2]。
- 1969年（昭和44年）8月28日：車両制限令（昭和36年政令第265号）第5条第1項に基づき指定した区間の表記を「一般国道51号線分岐点から一般国道6号線交点まで」に変更[5]。
- 1995年（平成7年）3月30日：整理番号が整理番号231から現在の番号（整理番号175）に変更される[6]。

## 路線状況
路線の大多数が県道内原塩崎線の重複区間となっており単独路線となっているのは終点付近の500m程度である。

### 重複区間
- 茨城県道40号内原塩崎線（水戸市塩崎町の国道51号・国道245号交点 - 東茨城郡茨城町長岡の県道長岡水戸線交点まで）

## 地理

### 通過する自治体
- 茨城県
  - 水戸市 - 東茨城郡茨城町

### 交差・接続する道路（重複区間は除く）
- 茨城県道180号長岡水戸線（東茨城郡茨城町長岡）
- 国道6号水戸バイパス（東茨城郡茨城町長岡）